# Urqueira
Urqueira is een plaats (freguesia) in de Portugese gemeente Ourém en telt 1910 inwoners (2001).